# 两形头曲霉
两形头曲霉（学名：Aspergillus janus）是属于散囊菌目发菌科曲霉属的一种真菌，可生长在土壤等基物上。该种分布于中国、印度和巴基斯坦的旁遮普地区、巴拿马、哥斯达黎加等地。